# Charles de Fieux de Mouhy

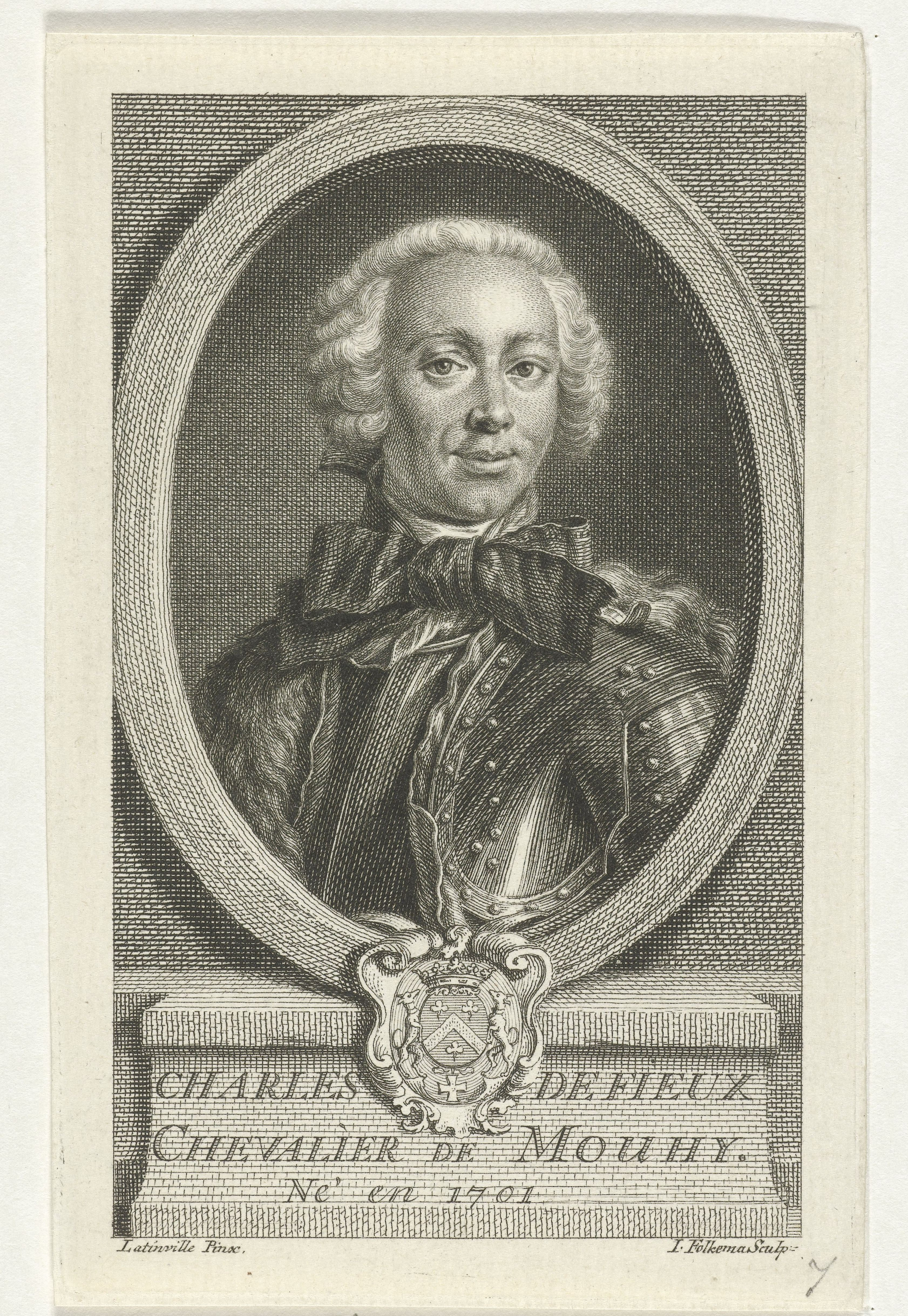
Charles de Fieux de Mouhy

Charles de Fieux de Mouhy (* 9. Mai 1701 in Metz; † 29. Februar 1784 in Paris) war ein französischer Schriftsteller.

## Leben
Charles de Fieux, chevalier de Mouhy war finanziell auf das Schreiben angewiesen. Er verfasste deshalb 80 Romane, die man nach Stil und Anlage zur Unterhaltungsliteratur zählen darf. Überdurchschnittlich war hingegen seine Phantasie, die seinen Stoffen gelegentlich Anklänge an Jules Verne und den Science-Fiction-Roman verleiht. 5 seiner Bücher wurden ins Deutsche übersetzt, aber auch zahlreiche französische Originale waren in den deutschen Bibliotheken vertreten. Seine Theatergeschichte von 1780 erschien in 11 Bänden. Er war zeitweise in den Diensten Voltaires und des Marschalls von Belle-Isle.

## Werke (Auswahl)

### Moderne Ausgaben
- (1735) La Paysanne parvenue ou les Mémoires de Madame la Marquise de L. V. Hrsg. Henri Coulet. Desjonquères, Paris 2005.
- (1735) La paysanne parvenue ou Les mémoires de Madame la marquise de L** V** Hrsg. Henri Duranton. Publications de l’Université de Saint-Étienne, Saint-Étienne 2005.
  - (deutsch) Die durch ihre Tugend zu hohen Ehren gelangte Bäuerin in den besonderen Begebenheiten der Marquise von L. V. Bränner, Frankfurt 1752, 1772.
- (1736) La mouche ou Les aventures de M. Bigand. Hrsg. René Démoris und Florence Magnot-Ogilvy. Classiques Garnier, Paris 2010. (kritische Ausgabe der Fassung von 1777)
  - (deutsch) Der Kundschafter, oder die Begebenheiten des Herrn Bigands. D. Pietsch, Breslau und Leipzig 1740. (1796 unter dem Titel: Der Spion)
- (1739) Mémoires d’Anne Marie de Moras, Comtesse de Courbon, écrits par elle-même. Adressés à Mlle  d’Au***, pensionnaire au couvent du Cherche-Midi. Hrsg. René Démoris. Desjonquères, Paris 2006.
- (1747) Le Masque de fer ou les Aventures admirables du père et du fils. Romance tirée de l’espagnol. Desjonquères, Paris 1983. (Vorwort von Annie Rivara)
  - (deutsch) Die eiserne Maske Oder Wunderbare Begebenheiten Des Vaters und des Sohnes. Pietsch, Breslau und Leipzig 1748.
- Jan Herman (Hrsg.) Recueil de préfaces de romans du XVIIIe Siècle. Band 1. 1700–1750. P.U. de Louvain, Université de Saint-Étienne 1999, S. 162–191. (Vorworte zu den Romanen)

### Weitere Werke
- Lamekis, ou Les voyages extraordinaires d’un égyptien dans la terre intérieure avec la découverte de l’îsle des Sylphides. 1735.
  - (deutsch) Lamekis oder wunderbare Reisen eines Egypters in die Tiefe der Erde nebst der Entdeckung der Silphideninsel. Lanckisch, Leipzig 1737. (übersetzt von Joh. Albr. Friedrich Enkelmann)
- Les Mille et une faveurs. Contes de cour, tirez de l’ancien gaulois, par la reine de Navarre. 1740.
  - (deutsch) Der Galante Hof, Oder: Tausend und Eine Gefälligkeit Freywilliger Liebe und Zuneigung, welche Aus der Sympathie zweyer Hertzen ihren Ursprung haben. Aus der Sprache der alten Gallier übersetzet von der Königin Margaretha von Navarra, ans Licht gestellt durch den Chevalier de Mouhy, in die Teutsche Sprache übersetzet von X.Y.Z. Peez & Bader, Regensburg 1741.
- Abrégé de l’histoire du théâtre français, depuis son origine jusqu’au premier juin de l’année 1780, précédé du dictionnaire de toutes les pièces de théâtre jouées et imprimées, du dictionnaire des auteurs dramatiques et du dictionnaire des acteurs et actrices. 4 Bde. Jorry, Paris 1780.